# Всемирная выставка
Всемирная выставка, или Экспо́ (Expo) — международная выставка, которая является символом индустриализации и открытой площадкой для демонстрации технических и технологических достижений.
Последняя выставка состоялась в 2021—2022 годах в Дубае.
С момента подписания Конвенции относительно международных выставок в 1928 году Международное бюро выставок служит регулирующим органом в проведении трёх типов выставок: универсальных, международных и специализированных. Данные выставки длятся от 3 до 6 месяцев.

## История
Традиция проведения международных выставок возникла на фоне развития французских национальных выставок, кульминацией которых послужила Международная выставка в 1844 году.
Первая всемирная выставка была проведена в Гайд-парке по инициативе принца Альберта. Главной достопримечательностью выставки был Хрустальный дворец, возведённый Джозефом Пакстоном из железа и стекла.
С момента их возникновения в 1851 году характер всемирных выставок можно разделить на три периода: индустриальная эпоха, эпоха культурного обмена и эпоха национального брендинга.

### Индустриализация (1851—1938)
В данный период выставки были в основном посвящены торговле и демонстрировали технологические достижения и открытия. Например, такое изобретение, как телефон, было представлено в этот период. Данная эпоха внесла значительный вклад в восприятие международных выставок. Знаменитая Эйфелева башня в Париже тоже была построена к одной из таких выставок, проходившей в 1889 году.

### Культурный обмен (1939—1987)
Начиная со Всемирной выставки в Нью-Йорке в 1939 году, изначальный характер выставок начал меняться, и их стали посвящать более конкретным культурным темам, прогнозируя более светлое будущее для общества. Технологические изобретения отошли на второй план. В 1939 темой выставки было «Построить мир завтрашнего дня», в 1964 — «Мир через взаимопонимание». Выставки поддерживали активное межкультурное общение в целях обмена инноваций.
Интересно, что в 1964 году Нью-Йорк в погоне за прибылью решил увеличить время экспозиции вдвое — с шести до 12 месяцев. В ответ Международное бюро выставок призвало членов организации отказаться от поездки в США. К совету прислушались многие (в частности, СССР). В итоге выставка была проведена, но с финансовой точки зрения оказалась провальной: вернулось только 20 процентов вложенных средств.

### Национальный брендинг (1988 — настоящее время)
С 1988 года страны стали использовать выставки скорее как способ улучшить их национальный имидж благодаря своим выставочным павильонам. Исследование группы Tjaco Walvis вокруг выставки в Ганновере показало, что для 73 % стран главной целью участия являлось улучшение имиджа государства.
На выставке в 2000 году в Ганновере, где страны сами разрабатывали архитектуру, в павильон в среднем вкладывалось около 12 миллионов евро. Учитывая такие размеры вложений, многие страны порой сомневаются в целесообразности участия, так как предполагают, что затраты превысят прибыль. Конкретное соотношение сложно установить, но независимое исследование для голландского павильона на Экспо-2000 оценило, что павильон (стоимостью около 35 млн евро) генерировал около 350 млн евро потенциальной прибыли для голландской экономики.

## Виды выставок
Есть два основных вида выставок: всемирные (зарегистрированные) и специализированные (признанные). 

### Зарегистрированные выставки
Зарегистрированные выставки — наиболее крупные по масштабу мероприятия. Ранее зарегистрированные выставки назывались «Универсальные выставки». Этот тип выставок проводится каждые 5 лет, из-за своей высокой стоимости, в большей части связанной с проектированием и возведением павильонов. В результате страны соревнуются за титул наиболее запоминающегося павильона.

### Признанные выставки
Признанные выставки меньше по размерам и общей стоимости и короче по продолжительности (от 3 недель до 3 месяцев). Затраты участников меньше, так как им достаточно арендовать у организатора заранее построенный павильон. Затем у них имеется возможность добавить свои собственные цвета, дизайн и т. п. снаружи объекта и заполнить его своей продукцией.

## Всемирные выставки

### Зарегистрированные
- 1851 Лондон (Великобритания)
- 1855 Париж (Франция)
- 1862 Лондон (Великобритания)
- 1867 Париж (Франция)
- 1873 Вена (Австро-Венгрия)
- 1876 Филадельфия (США)
- 1878 Париж (Франция)
- 1880 Мельбурн (Австралия)
- 1888 Барселона (Испания)
- 1889 Париж (Франция)
- 1893 Чикаго (США)
- 1897 Брюссель (Бельгия)
- 1900 Париж (Франция)
- 1904 Сент-Луис (США)
- 1905 Льеж (Бельгия)
- 1906 Милан (Италия)
- 1910 Брюссель (Бельгия)
- 1911 Турин[итал.] (Италия)
- 1913 Гент (Бельгия)
- 1915 Сан-Франциско (США)
- 1929 Барселона и Севилья[исп.] (Испания)
- 1933—1934 Чикаго (США)
- 1935 Брюссель (Бельгия)
- 1937 Париж (Франция)
- 1939—1940 Нью-Йорк (США)
- 1949—1950 Порт-о-Пренс[англ.] (Республика Гаити)
- 1958 Брюссель (Бельгия)
- 1962 Сиэтл (США)
- 1967 Монреаль (Канада)
- 1970 Осака (Япония)
- 1992 Севилья (Испания)
- 2000 Ганновер (Германия)
- 2010 Шанхай (Китай)
- 2015 Милан (Италия)
- 2020 Дубай (ОАЭ)[5]
- 2025 Осака (Япония)[6]
- 2030 Эр-Рияд (Саудовская Аравия)

### Специализированные
- 1936 Стокгольм (Швеция)
- 1938 Хельсинки (Финляндия)
- 1939 Льеж (Бельгия)
- 1947 Париж (Франция)
- 1949 Стокгольм (Швеция)
- 1949 Лион (Франция)
- 1951 Лилль (Франция)
- 1953 Иерусалим (Израиль)
- 1953 Рим (Италия)
- 1954 Неаполь (Италия)
- 1955 Турин (Италия)
- 1955 Хельсингборг (Швеция)
- 1956 Бейт-Даган (Израиль)
- 1957 Берлин (Германия)
- 1961 Турин (Италия)
- 1965 Мюнхен (Германия)
- 1968 Сан-Антонио (США)
- 1971 Будапешт (Венгрия)
- 1974 Спокан (США)
- 1975 Окинава (Япония)
- 1981 Пловдив (Болгария)
- 1982 Ноксвилл (США)
- 1984 Новый Орлеан (США)
- 1985 Пловдив (Болгария)
- 1985 Цукуба (Япония)
- 1986 Ванкувер (Канада)
- 1988 Брисбен[англ.] (Австралия)
- 1991 Пловдив[англ.] (Болгария)
- 1992 Генуя (Италия)
- 1993 Тэджон[англ.] (Южная Корея)
- 1998 Лиссабон (Португалия)
- 2005 Нагоя/Айти (Япония)
- 2008 Сарагоса (Испания)
- 2012 Ёсу (Южная Корея)
- 2017 Астана (Казахстан)
- 2023 Буэнос-Айрес (Аргентина)[7] (была отменена)

### Не признанные
- 1853 Нью-Йорк (США)
- 1865 Порту (Португалия)
- 1872 Лион (Франция)
- 1879 Сидней (Австралия)
- 1884 Новый Орлеан (США)
- 1885 Антверпен (Бельгия)
- 1898 Омаха (США)
- 1901 Буффало (США)
- 1907 Дублин (Великобритания)
- 1907 Норфолк (США)
- 1909 Сиэтл (США)
- 1915—1916 Сан-Диего (США)
- 1922—1923 Рио-де-Жанеро (Бразилия)
- 1930 Льеж (Бельгия)
- 1930 Антверпен (Бельгия)
- 1939—1940 Сан-Франциско (США)
- 1964 Нью-Йорк[англ.] (США)

### Международные садовые выставки
С 1960 года Международное Бюро Выставок признает новый тип выставок, организованных под эгидой Международной ассоциации производителей продукции садоводства (англ. AIPH), — садовые выставки.
Ниже приведён список Международных садовых выставок (предстоящие выделены курсивом):
- 1960 Роттердам (Нидерланды)
- 1963 Гамбург (Германия)
- 1964 Вена (Австрия)
- 1969 Париж (Франция)
- 1972 Амстердам (Нидерланды)
- 1973 Гамбург (Германия)
- 1974 Вена (Австрия)
- 1980 Монреаль (Канада)
- 1982 Амстердам (Нидерланды)
- 1983 Мюнхен (Германия)
- 1984 Ливерпуль (Великобритания)
- 1990 Осака (Япония)
- 1992 Зутермер (Нидерланды)
- 1993 Штутгарт (Германия)
- 1999 Куньмин (Китай)
- 2002 Харлеммермер, (Нидерланды)
- 2003 Росток (Германия)
- 2006—2007 Чиангмай (Таиланд)
- 2012 Венло (Нидерланды)
- 2016 Анталья (Турция)
- 2019 Пекин (Китай)[10]
- 2021 Доха (Катар)
- 2022 Алмере (Нидерланды)

## Предстоящие выставки

### 2025
Экспо-2025 пройдёт в Осаке, Япония.
В отборочном туре участвовали 3 города:
- Баку, Азербайджан
- Екатеринбург, Россия
- Осака, Япония

### 2030
Экспо-2030 пройдёт в Эр-Рияде, Саудовская Аравия.
В отборочном туре участвовали 5 городов:
- Москва[11], Россия (заявка отозвана)[12].
- Пусан[11], Республика Корея
- Одесса[13], Украина (заявка исключена)[14]
- Эр-Рияд[15], Саудовская Аравия
- Рим[16], Италия